# Ďjak

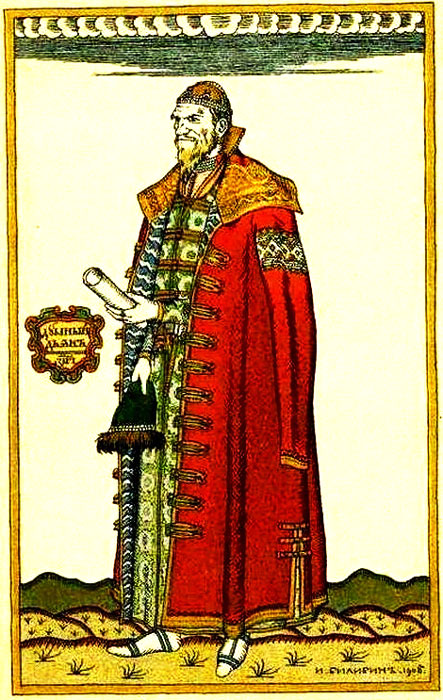
kresba dumního ďjaka od Ivana Bilibina

Ďjak (rusky дьяк, ukrajinsky дяк, ďak) je ruská historická státní a církevní funkce. Ďjak představuje v pravoslavné a řeckokatolické církvi církevního služebníka nižšího řádu, který nepodstoupil kněžské svěcení. V období od 16. až do 18. století byl ďjak také úředník, který vedl státní úřad zvaný prikaz, nebo působil jako nižší hodnostář v Bojarské dumě. 

## Dělení funkcí
V pravoslavné a řeckokatolické církvi měl ďjak funkci církevního služebníka nižšího řádu, který nepodstoupil kněžské svěcení. Většinou byl tedy předzpěvákem či písařem v chrámech. Níže postaveným byl ďáček (rusky дьячок, ďjačok), který sloužil na chudších farnostech a mohl číst modlitby či zpívat.
V období od 16. až do 18. století byl ďjak také úředník, který vedl státní úřad zvaný prikaz, nebo působil jako nižší hodnostář v Bojarské dumě. Ti co působili u Bojarské dumy se nazývali dumní ďjaci (rusky думный дьяк, dumnyj ďjak) a bylj nejnižší hodností v dumě. Úředníci co sloužili u prikazu se nazývali posolští ďjaci (rusky посольский дьяк, posol'skij ďjak) a plnili funkce písařů, tajemníků a vedoucích kanceláří různých institucí a úřadů.

## Historie

### Historie církevní funkce
Ďjaci většinou žili společně s ostatními knězi na farnosti a dostávali určitou část půdy, kterou fara vlastnila. V 16. a 17. století existovali i potulní ďjaci, což byli učitelé, kteří vyučovali děti kněží, měšťanů a kozáků. To, že ďjaci plnili i funkci učitele potvrzuje i kniha Vzpomínka na blahoslaveného Ionu která popisuje život Iona, arcipiskupa novgorodského, jenž byl v mládí vyučován ďjakem, kterého mu zaplatila matka. Právě v roce 1782 byli ďjaci přiděleni na farnosti, kde mohli také zpívat církevní písně. Ďjaci byli také často svěceni a stávali se diakony či knězi. Svěcení bylo hojně užíváno během úpadku církevní osvěty. V 18. století se v Haliči začalo říkat ďjakům také ďáčkové. Funkci ďjaků zaujímaly také osoby, které přerušily studium na teologických školách.

### Historie úředních ďjaků
Vznik funkce dumních ďjaků se datuje do poloviny 16. století, kdy byli považováni za písaře. V Bojarské dumě vykonávali technické funkce spojené s písařstvím (např. formulovali texty usnesení a opravovali texty dopisů). Stále však byli povážováni za nejnižší hodnost v dumě. Funkce zanikla na konci 17. století a nástupnickou funkcí se stal poďjačij.
Posolští ďjaci a prikazní ďjaci byli nejvyšší funkcí ve státním úřadu zvaném Posolský prikaz, který se staral o zahraniční záležitosti. Posolští ďjaci byli de facto ministři zahraničí. Posolský prikaz vznikl v roce 1549 a posolští ďjaci jej řídili až do roku 1667 kdy je nahradili bojaři.